# Sallah Shabati
Pour plus de détails, voir Fiche technique et Distribution.
Sallah Shabbati (en hébreu : סאלח שבתי) est une comédie classique du répertoire israélien, sortie en 1964, écrite par l’écrivain Ephraim Kishon et coréalisée par le réalisateur israélien Menahem Golan et Ephraim Kishon.

## Synopsis
Le film raconte l’intégration d’une famille d’immigrants juifs originaire d’un pays arabe dans les premières années de l’état d’Israël. L’acteur Chaim Topol, plus connu pour son rôle dans Un violon sur le toit, y joue le rôle d’un immigrant séfarade confronté aux réalités du XXe siècle entre une ma’abara et un kibboutz.
"Ephraim Kishon a créé un personnage de nouvel émigrant tout juste arrivé de son Maroc natal, « épargné » par le progrès et l’alphabétisation. Ce personnage, magistralement habité par l’acteur d’origine ashkénaze Chaim Topol, n’a pas de métier, mais une ribambelle d’enfants. Il est malin, roublard, fainéant et surtout très primitif. À la fin du film, il obtient ce qu’il convoitait depuis son arrivée : un appartement flambant neuf grâce à une fraude électorale. En contrepartie, il doit accepter l’assimilation à la culture européenne de ses deux aînés, sa fille et son fils, qui vont adopter le statut d’Israéliens modernes en se mariant avec deux jeunes camarades du kibboutz".

## Fiche technique
- Titre : Sallah Shabati
- Titre original : סאלח שבתי
- Réalisation : Ephraim Kishon
- Scénario : Ephraim Kishon
- Musique : Yohanan Zaray
- Photographie : Floyd Crosby et Nissim Leon
- Montage : Roberto Cinquini, Jacques Ehrlich et Danny Shick
- Production : Menahem Golan
- Société de production : Sallah Ltd.
- Pays :  Israël
- Genre : Comédie dramatique
- Durée : 110 minutes
- Dates de sortie : 
  -  Israël : 1964

## Distribution
- Topol : Sallah Shabati
- Geula Nuni : Habbubah Shabati
- Gila Almagor : Bathsheva Sosialit
- Shraga Friedman : Neuman
- Zaharira Harifai : Frieda
- Shaike Levi : Shimon Shabati
- Nathan Meisler : M. Goldstein
- Esther Greenberg : la femme de Sallah
- Mordecai Arnon : Mordecai
- Arik Einstein : Ziggi

## Analyse
Ce film inaugure le genre des "films  Bourekas, qui décrivaient les personnages juifs orientaux d’une manière souvent très caricaturale. Réalisés surtout par des Ashkénazes, ils divertissaient le public séfarade en lui promettant un avenir meilleur, sous la forme d’une intégration complète dans le pays et d’une réussite socio-économique."

## Succès
Le film a eu 1 200 000 entrées, ce qui correspond à la moitié de la population israélienne de l'époque.  
Il fut nommé aux Oscars en 1964, dans la catégorie « meilleur film étranger » ; celle-ci fut remportée par la comédie italienne Hier, aujourd'hui et demain réalisée par Vittorio De Sica, avec Sophia Loren et Marcello Mastroianni.